# 엣지TV
엣지티비(EDGE TV)는 드라마 채널이다.

## 연혁
- 2009년 3월 2일 : (구) FNC TV 개국
- 2013년 2월 1일 : (구) FNC TV의 엣지 TV 채널명 변경이다.

### 참고 사항
엣지티비는 2013년 1월 개국이래 12년여의 기간 동안 스포츠, 드라마, 문화를 아우르는 콘텐츠를 편성했고 현재는 시대별 추억과 분위기를 떠올리게 하는 명작 드라마를 통해 남녀노소 추억을 나누는 드라마 버라이어티 채널을 운영중이다.